# Okręty pancerne typu Kaiser Max (1862)
Okręty pancerne typu Kaiser Max – typ trzech okrętów pancernych zbudowanych dla Österreichische Marine w latach 60. XIX wieku. W skład typu wchodziły okręty SMS „Kaiser Max”, SMS „Prinz Eugen” oraz SMS „Don Juan d’Austria”. Była to ulepszona wersja typu Drache, większa, mająca cięższe uzbrojenie i mocniejsze silniki. Położenie stępek pod wszystkie trzy okręty odbyło się w 1861 roku, wodowanie w 1862 roku, a ukończenie w roku 1863.
„Don Juan d’Austria” brał udział w II wojnie o Szlezwik w 1864 roku, ale nie wziął udziału w walkach. Dwa lata później Austria została zaatakowana przez Prusy i Włochy w czasie wojny prusko-austriackiej. W lipcu 1866 odbyła się ważna bitwa morska pod Lissą, w której brały udział wszystkie trzy okręty. Po zakończeniu wojny okręty zostały zmodernizowane, ale przez resztę służby były bezczynne. W 1873 roku marynarka zdecydowała wycofać będące w złym stanie okręty ze służby. Jednak, ponieważ rząd odmówił sfinansowania budowy okrętów zastępczych, dowódca marynarki, Friedrich von Pöck, poprosił o pozwolenie na odbudowę trzech jednostek typu Kaiser Max, które otrzymał. Jednak w rzeczywistości okręty zostały rozebrane, a ich silniki, opancerzenie i inne wyposażenie zostało wykorzystane do budowy nowych okrętów.

## Geneza
Budowa francuskiego okrętu „Gloire”, pierwszego okrętu pancernego na świecie, rozpoczęła wyścig zbrojeń pomiędzy marynarkami wojennymi największych europejskich potęg. Marynarka austriacka rozpoczęła ambitny plan budowy okrętów pancernych pod nadzorem arcyksięcia Ferdynanda Maksymiliana, dowódcy marynarki (Marinekommandant) i brata Franciszka Józefa I, cesarza Austrii. Plan ten był reakcją na podobny program rozbudowy marynarki prowadzony przez zjednoczone niedawno Królestwo Włoch. W 1861 roku położono stępki pod dwa pierwsze okręty typu Drache i zamówiono trzy kolejne. Te okręty zostały zaprojektowane przez Dyrektora Konstrukcji Morskich, Josefa von Romako. Nowe okręty były powiększonym typem Drache, wyposażonym w mocniejsze silniki oraz silniej uzbrojonym.

## Konstrukcja

### Charakterystyka ogólna i napęd
Okręty typu Kaiser Max miały 70,78 m długości między pionami, 10 m szerokości i 6,32 m średniego zanurzenia. Wypierały 3588 ton. Drewniany kadłub przeciekał na przodzie i dzioby okrętów musiały zostać przebudowane w 1867 roku. Pierwotnie każdy z okrętów miał na dziobie galion, lecz zostały one usunięte w czasie przebudowy. Okręty były bardzo niestabilne, z silnymi przechyłami i bardzo złą dzielnością morską. Załoga składała się z 386 oficerów i marynarzy.
Układ napędowy składał się z pojedynczej poziomej 2-cylindrowej maszyny parowej, która napędzała pojedynczą śrubę. Nie przetrwały żadne dane o liczbie ani typie opalanych węglem kotłów parowych. Spaliny odprowadzane były przez pojedynczy komin umieszczony na śródokręciu. Napęd o mocy 1900 KM miał zapewniać prędkość 11 węzłów, jednak w czasie prób morskich „Kaiser Max” nieznacznie przekroczył przewidywane osiągi. Jego jednostka napędowa osiągnęła moc 1926 KM, co dało mu prędkość 11,4 węzła. Dodatkowo okręty zostały wyposażone w trzymasztowy takielunek.

### Uzbrojenie i opancerzenie
Okręty typu Kaiser Max były pancernikami bateryjnymi, a ich uzbrojenie składało się z 16 odprzodowych 48-funtowych armat i 15 odprzodowych 24-funtowych armat gwintowanych armat kal. 150 mm. Okręty wyposażone były również w dwa mniejsze działa, jedno 12-funtowe i jedno 6-funtowe. W 1867 uzbrojenie zostało wymienione na 12 odprzodowych armat Armstrong kal. 178 mm i dwie armaty 4-funtowe kal. 76 mm. Burty okrętów chronione były przez pas opancerzenia wykonany z kutego żelaza o grubości 110 mm.

## Okręty
| Nazwa                    | Stocznia                       | Położenie stępki | Wodowanie       | Ukończenie  |
| ------------------------ | ------------------------------ | ---------------- | --------------- | ----------- |
| SMS „Kaiser Max”         | Stabilimento Tecnico Triestino | październik 1861 | 14 marca 1862   | 1863        |
| SMS „Don Juan d’Austria” | Stabilimento Tecnico Triestino | październik 1861 | 26 lipca 1862   | 1863        |
| SMS „Prinz Eugen”        | Stabilimento Tecnico Triestino | październik 1861 | 14 czerwca 1862 | marzec 1863 |

## Służba

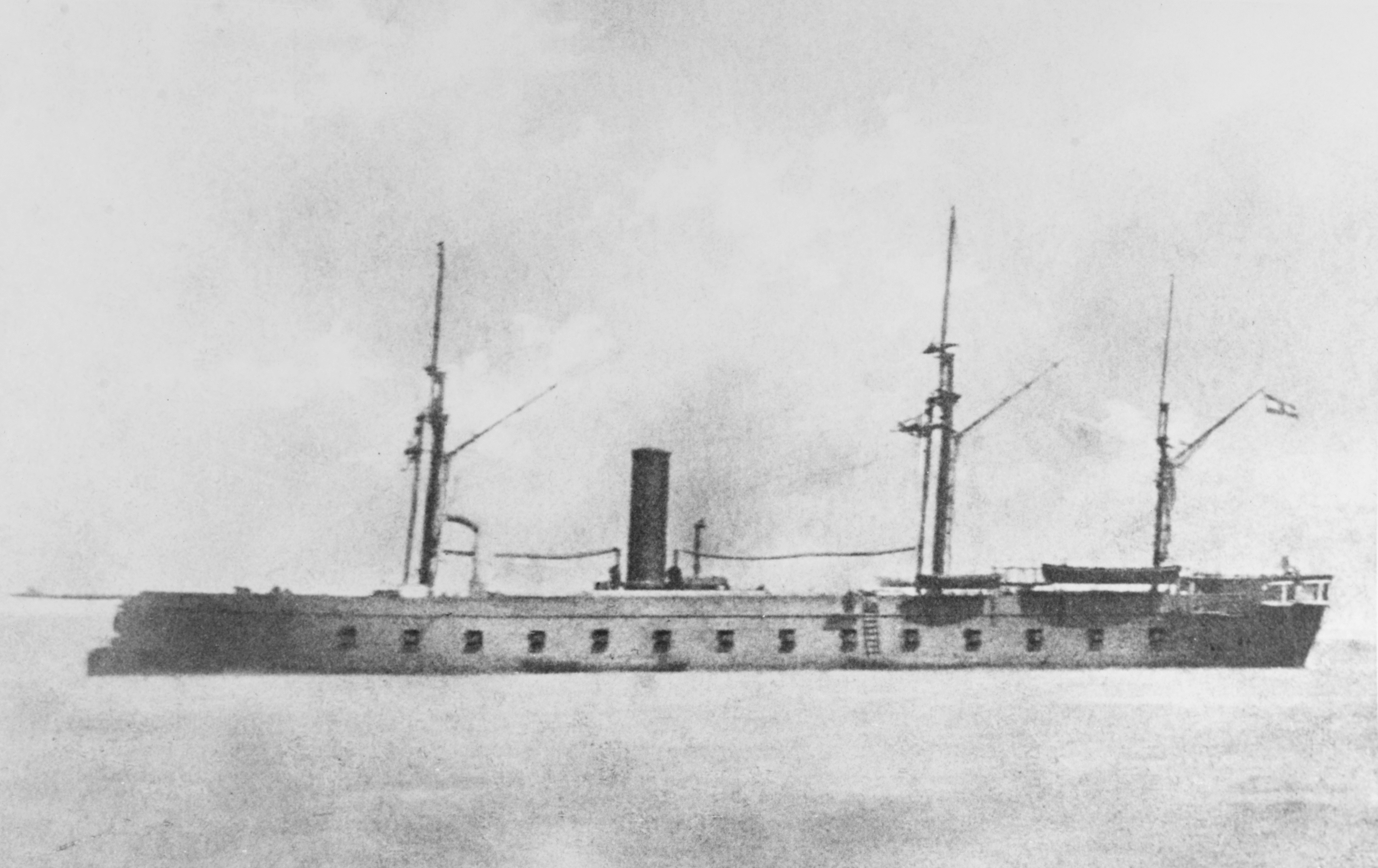
„Kaiser Max”, ok. roku 1866

W czasie II wojny o Szlezwik w 1864 roku „Don Juan d’Austria” został przydzielony, razem z okrętem liniowym „Kaiser” i dwoma innymi jednostkami, na Morze Północne, jednak przybył już po zwycięskiej bitwie pod Helgolandem i nie wziął udziału w walce. Wszystkie trzy okręty wzięły udział w wojnie prusko-austriackiej, która wybuchła dwa lata później pomiędzy Prusami i Włochami a Austrią. Wojna na morzu osiągnęła swoje apogeum w lipcu 1866 roku, w czasie bitwy pod Lissą, w czasie której okręty typu Kaiser Max były zaangażowane w ciężką walkę, pomimo że nie zostały poważnie trafione i zadały niewielkie uszkodzenia swoim włoskim przeciwnikom. Żadna ze stron nie miała wystarczająco ciężkich dział by przebić pancerz przeciwnika. Po wojnie okręty zostały rozbrojone i wycofane z eksploatacji.
W 1867 roku okręty zostały umieszczone w suchym doku w celu rozwiązania problemów ze sterownością i zamontowania nowych dział. Jednak po zakończeniu prac okręty nie wróciły do czynnej służby. Po podpisaniu ugody austriacko-węgierskiej Cesarstwo Austriackie stało się monarchią dualistyczną, gdzie jedna połowa kraju mogła zawetować decyzje drugiej, przez co, ze względu na brak zainteresowania Węgrów ekspansją morską, znacząco ograniczono budżet na marynarkę wojenną. Jako że na początku lat 70. XIX wieku okręty były już przestarzałe, a ich burty i pokłady zbutwiałe, kontradmirał Friedrich von Pöck, ówczesny dowódca austro-węgierskiej floty, zaproponował by „odbudować” okręty typu Kaiser Max. W rzeczywistości jednak okręty zostały skreślone z rejestru floty w 1873 roku i rozebrane, ale to pozwoliło Pöckowi na zbudowanie trzech nowych okrętów, nazwanych tak samo („Kaiser Max”, „Don Juan d’Austria” i „Prinz Eugen”), w czasie gdy parlament niezłomnie odmawiał funduszy na budowę nowych jednostek. Niektóre części starych okrętów zostały użyte do budowy by zmniejszyć koszt produkcji, na przykład silniki (ale bez kotłów), opancerzenie i inne pomniejsze wyposażenie.